# Franciszek Babalski
Franciszek Babalski (ur. 16 stycznia 1888 w Elgnowie, zm. 4 czerwca 1959 w Łąkorzu) – polski działacz społeczny i narodowy na Mazurach i w powiecie nowomiejskim.

## Życiorys
Urodził się w rodzinie Jana Babalskiego i Salomei von Umiński. Pochodził z katolickiej i patriotycznej rodziny osiadłej na Mazurach i ziemi chełmińskiej. 
Franciszek Babalski prowadził gospodarstwa rolne w Lewałdzie Wielkim (Groß Lehwalde) i w Zielonce koło Dąbrówna (Gilgenburg). Zaangażowany był w działalność propolską w Prusach Wschodnich. Współorganizator pierwszego kółka rolniczego w Dąbrównie. Członek Związku Polaków w Prusach Wschodnich. W ramach akcji plebiscytowej współpracował z ks. Janem Ziemkowskim i dr. Stanisławem Wilemskim w ramach działań Polskiej Rady Plebiscytowej w Dąbrównie; zaangażowany w tworzenie Straży Mazurskiej, której celem była ochrona wieców przed atakami ze strony niemieckich bojówek. 
W 1920 roku po przegranym plebiscycie, w związku z niemieckimi szykanami dotykającymi jego rodziny, przenosi się na tereny polskie, do Łąkorza w ówczesnym powiecie lubawskim. Do 1939 roku aktywnie działa w Kółku Rolniczym, reaktywowanym w 1922 roku przez ks. Pawła Dunajskiego; jest członkiem Związku Strzeleckiego. Po napaści Niemiec na Polskę, w związku z odmową podpisania Volkslisty, wraz z rodziną prześladowany przez okupanta. Najstarsi synowie, którzy brali udział w Wojnie Obronnej 1939 roku, m.in. w Bitwie nad Bzurą i obronie Przemyśla (14-15 IX 1939), wzięci do niewoli trafili do obozów jenieckich w Nadrenii Północnej – Westfalii i Dolnej Saksonii oraz do KL Stutthof. 
Był żonaty z Julianną Kleinowską (1893-1970). Miał siedmioro dzieci: Alfons (ur. 1911), Konrad (ur. 1913), Franciszek (ur. 1914), Ryszard (ur. 1920), Celestyn (ur. 1924), Władysława (ur. 1927) i Stanisław (ur. 1928). 
Zmarł w 1959 roku. Pochowany został na cmentarzu katolickim w Łąkorzu (grób: G/3/18).